# ترافنكور
مملكة ترافانكور (بالإنجليزية: Kingdom of Travancore)‏ أو (ثيروفيثامكور)، هي مملكة هندية استمرت من عام 870 ميلادي حتى عام 1949 م. كانت خاضعة لحُكم عائلة ترافانكور المَلكيّة من بلدة بادمانابابورام، التي أصبحت لاحقًا ثيروفانانثابورام. غطّت المملكة في ذروة ازدهارها معظم المناطق المركزية والجنوبية من ولاية كيرالا الحالية بالترافق مع جيب «ثاتشودايا كيمال» الذي يحوي معبد «إرينجالاكودا كودالمانيكام» في مملكة كوشين المجاورة، بالإضافة إلى مقاطعة كانيكوماري الموجودة حاليا في ولاية تاميل نادو الهندية. كان العَلَم الرسمي للدولة أحمرًا مع وجود قشرة صَدَفَة محار فضية وحلزونية الشكل «شنج (توربينيلا بايروم)» في منتصفه. في أوائل القرن التاسع عشر، أصبحت مملكة ترافانكور عبارة عن ولاية أميرية تابعة للإمبراطورية البريطانية. اتخذت حكومة ترافانكور العديد من الخطوات التنموية على الصعيد الاجتماعي والاقتصادي، وخلال عهد الماهاراجا «سري تشيثيرا ثيرونال بالارما فارما»، أصبحت ترافانكور ثاني أكثر ولاية أميرية ازدهارًا في الهند البريطانية، مع إنجازات مشهورة في التعليم والإدارة السياسية والأعمال العامة والإصلاحات الاجتماعية. في عام 1903-1904 بلغ إجمالي إيرادات الولاية 10201900 روبية.

## علم أصل الكلمات
ضمّت المنطقة العديد من الممالك المستقلة الصغيرة. في وقت لاحق، خلال فترة ذروة حُكم عائلات تشيرا - تشولا - بانديا، أصبحت هذه المنطقة جزءًا من مملكة تشيرا (باستثناء مملكة آي التي حافظت دومًا على استقلالها). خلال تلك الحقبة، وعندما كانت المنطقة جزءًا من إمبراطورية تشيرا، كانت ما تزال تُعرف باسم ثيروفازومكود الذي اختُصر إلى ثيروفانكود، ثمّ أُضفيَ الطابع الإنجليزي عليه ليصبح ترافانكور.
بمرور الوقت، أصبحت مملكة آي مستقلة، وهي جزء من إمبراطورية تشيرا، التي حكمت منطقة ثيروفيثامكود، وسُمّيت الأرض آيي ديسام أو آيي راجيم، بمعنى «أرض آيي». سيطر الآيويّون على الأرض الممتدة من منطقة كولام حالياً في الشمال عبر منطقة ثيروفانانثابورام في ولاية كيرالا، إلى مقاطعة كانياكوماري. كان هناك عاصمتان، الكُبرى في كولام (فيناد سواروبام أو ديسينجانادو) وعاصمة فرعية في ثريبابور (ثريبابور سواروبام أو نانجيناد). كانت تُسمّى المملكة أيضًا باسم فيناد. سافر ملوك فيناد  في أوقات مختلفة من كولام وشيّدوا قصورًا سكنية في ثيروفيثامكود وكالكولام. أصبحت ثيروفيثامكود عاصمة ثريبابور سواروبام، وأُشير إلى البلد من قِبل الأوروبيين باسم ثيروفيثامكود حتى بعد أن نُقِلت العاصمة في عام 1601 إلى بادمانابابورام، بالقرب من كالكولام.
انحلّت إمبراطورية تشيرا نحو عام 1100، وبعد ذلك، ضمّت المنطقة العديد من الممالك الصغيرة حتى زمن ملك فيناد عام 1729  مارثاندا فارما الذي طبّق أساليب صارمة لتوحيدها. خلال فترة حكمه، أصبح ثيروفيثامكود أو ترافانكور الاسم الرسمي لها.

## الجغرافيا
تقع مملكة ترافانكور في أقصى الطرف الجنوبي لشبه القارة الهندية. جغرافيًّا، قُسِّمت ترافانكور إلى ثلاث مناطق مختلفة مناخيا: المرتفعات الشرقية (التضاريس الجبلية الوعرة والباردة)، والأراضي الوسطى المركزية (التلال الممهدة)، والأراضي المنخفضة الغربية (السهول الساحلية).

## التاريخ

### فيناد سواروبام
كانت فيناد ولاية سابقة تقع على طرف شبه القارة الهندية، والتي يحكمها تقليديًا الراجا المعروفون باسم فيناتاديس. حتى نهاية القرن الحادي عشر الميلادي، كانت عبارة عن إمارة صغيرة في مملكة آي. عائلة آيس هي السلالة الأولى للحكم في جنوب ولاية كيرالا والتي حكمت في ذروتها منطقة من ناغركويل في الجنوب إلى تريفاندروم في الشمال. تمركزت عاصمتهم خلال عصر سانجام الأول في أيكودي، وفي وقت لاحق، في نهاية القرن الثامن الميلادي، انتقلت إلى كويلون (كولام). على الرغم من أن سلسلة من الهجمات التي قامت بها سلالة الباندايا المناهضة بين القرنين السابع والثامن تسببت في انخفاض عدد أفراد سلالة الآيس، إلا أن الأسرة بقيت قوية حتى بداية القرن العاشر.
عندما تضاءلت قوة سلالة آي، أصبحت فيناد إمارة الجنوب الأقصى لمملكة تشيرا الثانية. تسبب غزو فيناد من قبل سلالة تشولا في تدمير كولام عام 1096. غير أنّ عاصمة تشيرا، ماهودايابورام، قد سقطت في هجوم تشولا اللاحق، الذي أجبر ملك تشيرا«راما فارما كولاسيكارا» على نقل عاصمته إلى كولام. بالتالي، يمكن اعتبار راما فارما كولاسيكارا، الإمبراطور الأخير لسلالة تشيرا ومؤسس منزل فيناد الملكي، واحتفظ حكام فيناد منذ ذلك الحين بلقب ملوك تشيرا «كولاسيكارا». وبالتالي فإن نهاية عهد سلالة تشيرا الثانية في القرن الثاني عشر قد حددت استقلال فيناد.
في النصف الثاني من القرن الثاني عشر، اندمج فرعين من أسرة آي، ثريبابور وتشيرافا، ضمن عائلة فيناد وأقاموا تقليد تسمية حاكم فيناد باسم تشيرافا موبان والوريث الظاهر باسم ثريبابور موبان. في حين تركّزت إقامة تشيرافا موبان في كولام، كان ثريبابور موبان يقيم في قصره في ثريبابور، على بعد 15 كيلومتراً شمال ثيروفانانثابورام، ومُنح الصلاحية والنفوذ على معابد مملكة فيناد، لاسيَّما معبد «سْري بادمانابهاسوامي».

### تأسيس وتطوير ترافانكور
بدأ تاريخ ترافانكور مع مارثاندا فارما، الذي وَرِثَ مملكة فيناد (ثريبابور)، ووسّعها إلى ترافانكور خلال فترة حكمه (1729–1758). بعد هزيمة اتحاد من الأمراء الإقطاعيين وإقامة السلام الداخلي، وسّع مملكة فيناد من خلال سلسلة من الحملات العسكرية من كانياكوماري في الجنوب إلى حدود كوتشي في الشمال خلال فترة حكمه التي استمرت 29 عامًا. شملت هذه الحملات أيضًا حرب ترافانكور الهولندية (1739–1753) بين سَرِيَّة الهند الشرقية الهولندية المتحالفة مع بعض هذه الممالك وبين ترافانكور.
في عام 1741، انتصرت ترافانكور في معركة كولشيل ضد سَرِيَّة الهند الشرقية الهولندية، ما أدى إلى التراجع التام للقوة الهولندية في المنطقة. في هذه المعركة، أُلقيَ القبض على الأميرال الهولندي «أوستاكيوس دي لانوي»، وانشق بعد ذلك لينضم إلى ترافانكور. عُيِّن دي لانوي كقائد الحرس الشخصي لصاحب السمو ولاحقًا الأميرال «فاليا كابيتان» وقام بتحديث جيش ترافانكور عن طريق إدخال الأسلحة النارية والمدفعية. أصبحت ترافانكور الدولة الأكثر هيمنة في منطقة كيرالا بانتصارها على سامري كاليكوت حاكم مملكة كوريكود القوية في معركة بوراكاد في عام 1755. لعب راميان دالوا، رئيس الوزراء (1737–1756) لمارثاندا فارما، دورًا مهمًا في عملية التوحيد والتوسع.
في 3 يناير 1750، (5 مكارام، 925 كولافارشام، حسب التقويم المالايالامي)، كرَّس «مارثاندا فارما» بتكريس «ترافانكور» فعلياً لإلهه الوصي بادمانابها، أحد هيئات الإله الهندوسي فيشنو مع زهرة لوتس منبعثة من سُرّتِه حيث يجلس عليها «براهما». ومنذ ذلك الحين حكم حُكّام ترافانكور باسم «خادمي بادمانابها» (بادمنابها - دسار).
في معركة أمبالابوزا، هزم مارثاندا فارما اتحاد الملوك الذين خُلعوا من عروشهم بالإضافة إلى ملك مملكة كوشين.